# 船長 (スペースシャトル)
船長（せんちょう、コマンダー、英語：Commander(CDR)）は、スペースシャトルの操縦を担当する宇宙飛行士であり、基本的には、操縦手（パイロット）の経験を積んだクルーの中から指名されていた。

## 概要
船長も資格としてはパイロット宇宙飛行士であり、コマンダーとパイロットの差は、主に経験の差（経験と統率力）である。
飛行中（あるいは打ち上げ準備段階）のスペースシャトルの安全と搭乗クルーの統率に責任を持ち、飛行中の全責任を負うことになっていた（例えば、地上との通信が途絶えた場合は、船長が判断を行うこともできる）。
船長と操縦手はアメリカ国籍を持っていないとなることができなかった。